# Други косовски корпус ЈВуО
Други косовски корпус (Горски штаб 193) је био корпус Југословенске војске у Отаџбини, чија је зона одговорности обухватала срезове митровачки, пећки, ибарски, дренички и вучитрнски. Основан је на пролеће 1943. године и његов командант је био капетан Живојин Жика Марковић, а бројао је шест бригада са укупно 1.700 припадника, од чега 1.000 стално под оружјем.

## Историјат
Формирање равногорске организације на Косову и Метохији је почело у јулу 1941. године, када је у Грачаницу дошао изасланик пуковника Михаиловића, капетан Војислав Лукачевић и одржао састанак са истакнутим косовскометохијским Србима, на којем је за војног организатора покрета изабран капетан Живојин Жика Марковић.
Други косовски корпус је званично основан на пролеће 1943. године и за своју зону одговорности је добио срезове митровачки, пећки, ибарски, дренички и вучитрнски. За команданта је постављен капетан Жика Марковић, а за заменика команданта резервни мајор Драгољуб Радојевић, солунски ратник, носилац Карађорђеве звезде са мачевима и Ордена Југословенске круне. При штабу корпуса у копаоничком селу Копориће, налазила се и британска војна мисија, коју је предводио капетан Џорџ Мур. Корпус је повремено издавао лист Српско Косово.
У једном тренутку, Други косовски корпус је био најбројнији корпус Југословенске војске у Отаџбини на територији окупиране Србије, бројећи око 1700 припадника, односно 1000 под оружјем. Имао је и своју заставу која је била српска народна тробојка са ћириличким натписом Осветници Косова.
Почетком 1944. године, корпус је упутио делегацију у Врховну команду и затражио да људи са ових простора буду укључени у Централни национални комитет. Велика смотра Другог равногорског корпуса и заклетва нових мобилисаних регрута, одржана је на Копаонику на Ђурђевдан 6. маја 1944. године.
У јуну исте године, припадници Другог косовског корпуса су спасили једног обореног америчког ваздухопловног поручника, који је одмах пребачен код капетана Марковића у штаб, где су водили дуге разговоре о војно-политичкој ситуацији. Истог месеца је Други косовски корпус укључен у Јужноморавску групу корпуса под командом капетана Боривоја Боре Манића и корпус је пребачен у Топлицу. Тамо је водио борбе против 21. српске дивизије НОВЈ.
Нешто касније, дошло је и до првих сукоба са партизанима. Капетан Марковић је спречио стрељања 7 заробљених партизана од стране команданта Јаворског корпуса Радомира Цветића. Касније је био принуђен да прихвати борбу против партизана услед њиховог силовитог продора. Након доласка Црвене армије, капетан Марковић је послао писмо једном њеном команданту и тражио да се зауставе нападе партизана на његове снаге, а писмо је завршио речима: "Живела наша браћа и савезници Руси!" После Нишке операције, бугарске снаге су нападале Други косовски корпус.
На јесен 1944. године, Други косовски корпус је организовао заседу за немачку колону која се повлачила из Грчке, у дужини од једног километра постављена на планини Рогозни, која је била део најкраћег пута од Косовске Митровице до Новог Пазара. Немачка команда је веровала да им они штити пролаз на овом сектору. Када је пристигла немачка колона са између 60 и 70 коњских коња на којима је било од 10 до 12 војника, отворили су ватру у којој је погинуо значајан број немачких војника. У тренутку напада, у колони се налазило и око 30 заробљених савезничких војника (11 Американаца, 3 Енглеза, 2 Руса, неколико Грка и Бугара), који су по почетку пуцњаве легли на земљу. Процењује се да је у нападима на немачке снаге у овом периоду, убијено око 800 немачких официра и војника.
Када је 24. јуна 1945. године на Млечњаку на планини Рогозни, на спавању убијен командант корпуса капетан Марковић од стране извесне учитељице Виријевић из Сочанице, корпус је и фактички престао да постоји. Још неко време су по шумама деловање локализоване групе бивших припадника корпуса, али без већег значаја.

## Састав корпуса

### Команда
- Командант: капетан Живојин Жика Марковић;
- Заменик команданта: резерни мајор Драгољуб Радојевић;
- Ађутант команданта корпуса: потпоручник Васа Закић из Приштине;
- Начелник штаба: резервни поручник Ђорђе Јелушић;
- Саветник команданта корпуса: пуковник Васа Поповић;
- Обавештајни официр: Лука Радоњић
- Шифрант: Душко Голубовић;
- Официр оперативац: жандармеријски поручник Јован Благојевић
- Шеф британске војне мисије: капетан Џорџ Мур;
- Писар у штабу корпуса: Живко Ивановић;
- Интендант корпуса: поручник Љубомир Ђекић;
- Набављач корпуса: Милоје Мика Васић;
- Помоћник интенданта: Ратко Вуловић;
- Санитетски орган корпуса: санитетски наредник Миливоје Митровић;
- Пропагандо одељење: проф. Недељко Виријевић, учитељ Драги Мурганић, учитељ Богдан Радевић, студент Душан Перић;
- Верско одељење: свештеници Радуле Божовић и Милан Поповић;
- Судско одељење: Александар Лекић;
- Командир Штабне чете: поручник Стојане Бојковић;
- Командант Јуришне чете: потпоручник Михајло Закић
- Командант Митраљеске чете: Светомир Ивановић;
- Командант Противколске батерије: резервни артиљеријски поднаредним Вида Тополић;
- Командант Пољске болнице: наредник Миливоје Митровић;
- Командант радио-станице: Душан Голубовић.

### Бригаде
- Митровачка бригада
  - командант: поручник Милорад Поповић;
- Косовскоколашинска бригада
  - командант: капетан Буда Добрић;
- Дукађинска бригада
  - командант: потпоручник Раја Вучић;
- Ибарска бригада
  - начелник штаба; Апостол Бојовић;
- Пећка бригада
- Прва дреничка бригада
- Друга дреничка бригада